# John Lee (astrónomo)
John Lee (28 de abril de 1783-25 de febrero de 1866) (originalmente llamado John Fiott), fue un filántropo, astrónomo, matemático, erudito y abogado británico.

## Familia
Era el hijo mayor de John Fiott y de Harriet Lee. Su padre trabajaba en un negocio familiar de contabilidad, y no tuvo éxito como comerciante con las Indias Orientales. Se quedó huérfano siendo muy joven y fue adoptado por su tío materno, William Lee Antonie.

## Educación
Lee fue lector de matemáticas en el Saint John's College de la Universidad de Cambridge entre 1802 y 1806, graduándose como quinto wrangler de su año. Fue elegido socio en 1808, continuando sus estudios entre 1807 y 1815 con un extenso viaje por Oriente Medio y Europa como bachiller transeúnte, en el que adquirió su interés por las antigüedades.

## Vida personal
Tomó el apellido Lee en 1816 a petición de su tío. En 1833 se casó con Cecilia Rutter, fallecida en 1854 y enterrada en el cementerio de la Iglesia de Hartwell. En 1855 se casó de nuevo, con Louisa Catherine Heath.
Lee murió en Hartwell House. Su necrología fue publicada en el volumen 27 de los avisos mensuales de la Real Sociedad Astronómica del año siguiente.

## Propiedades
Lee heredó varias propiedades de William Lee Antonie en 1815. El testamento de Antonie declaraba el cambio del apellido Fiott por el apellido Lee mediante licencia real. Las propiedades incluían Colworth House cerca de Sharnbrook en Bedfordshire y Totteridge Park, antiguamente en Hertfordshire.
En 1827, Lee heredó Hartwell House (Buckinghamshire), del Reverendo Sir George Lee, que se convirtió en su residencia principal desde 1829 hasta su muerte.

## Trabajo científico
El 14 de mayo de 1824, fue elegido miembro de la Real Sociedad Astronómica, siendo su presidente entre 1861 y 1863. También fue socio de la Sociedad de Anticuarios de Londres en 1828 y socio de la Sociedad Filológica en 1831.
Entre 1830 y 1839, Lee construyó un observatorio astronómico en la esquina suroeste de su residencia de Hartwell House. Así mismo contribuyó a la fundación de la Real Sociedad Meteorológica en 1850, siendo su presidente de 1855 a 1857.
Lee fue elegido miembro de la Royal Society en 1831 y el primer presidente de la Sociedad Numismática de Londres en 1836.
En 1863, a la edad de 80 años, fue nombrado abogado del Gray's Inn y consejero de la reina al año siguiente.

## Eponimia
- El cráter lunar Lee lleva este nombre en su memoria.[3]